# Protosmia luctuosa
Protosmia luctuosa là một loài Hymenoptera trong họ Megachilidae. Loài này được Lucas mô tả khoa học năm 1848.